# دانشگاه اولد دامینیون
دانشگاه اولد دامینیون (انگلیسی: Old Dominion University) یک دانشگاه تحقیقاتی دولتی در نورفک واقع در ایالت ویرجینیا آمریکا است که در سال ۱۹۳۰ میلادی بنیان‌نهاده شده‌است.

## نگارخانه

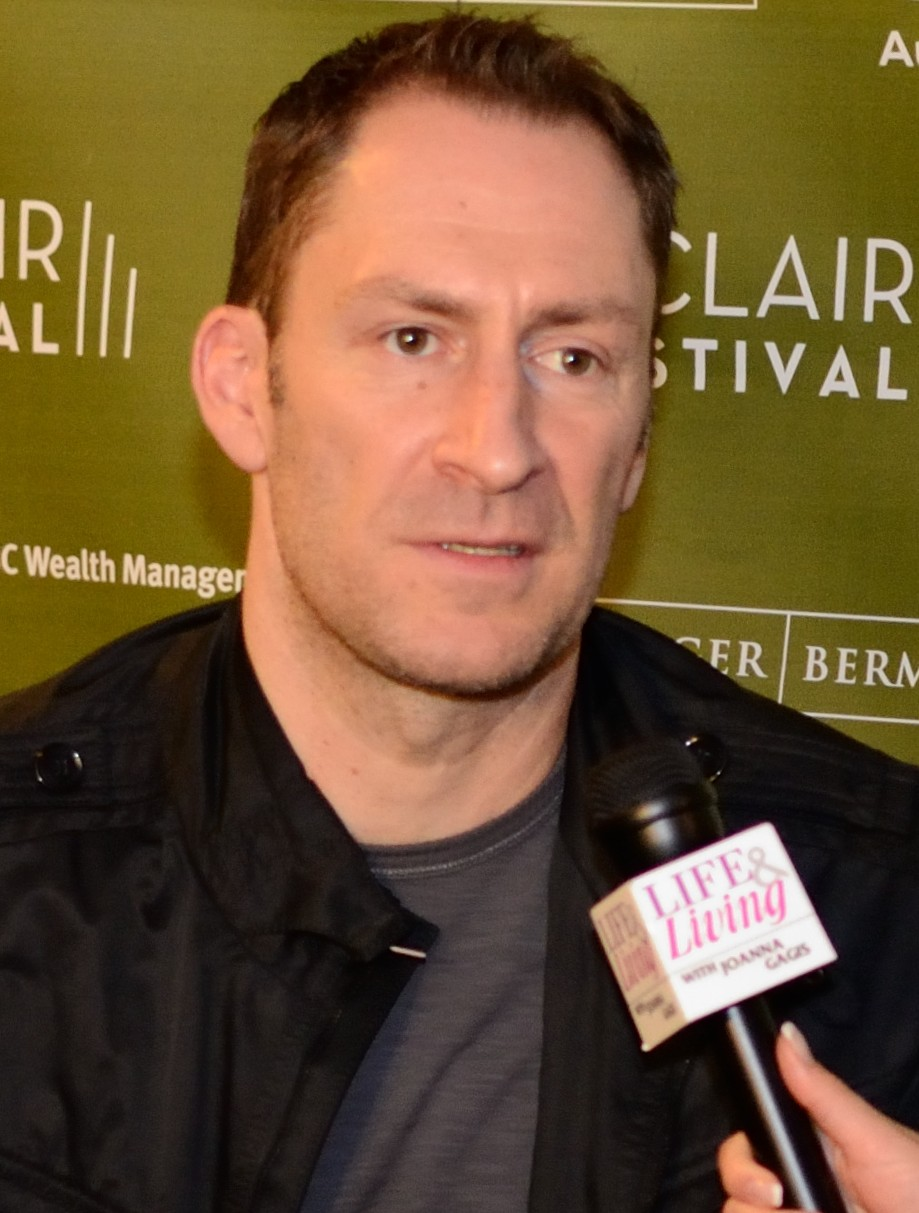
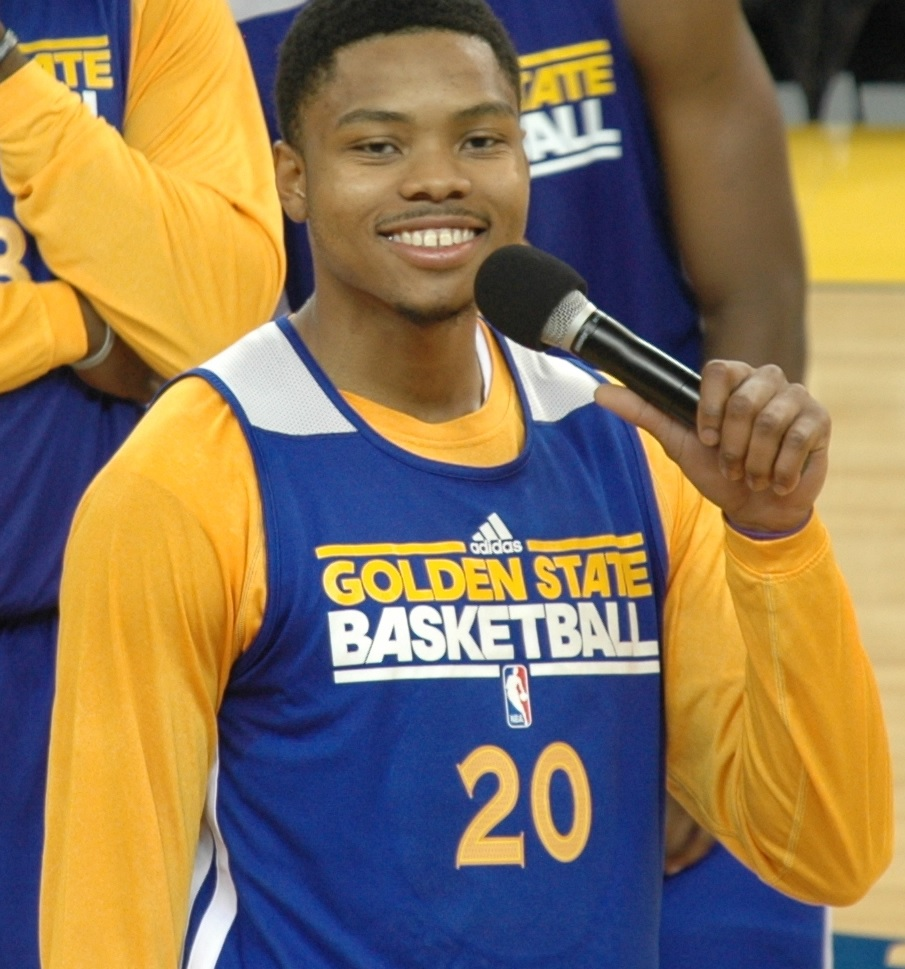
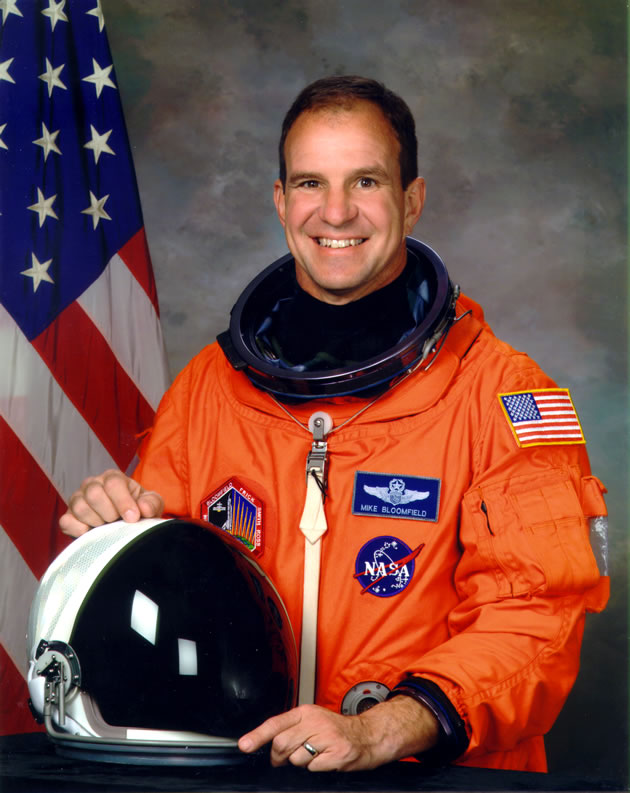
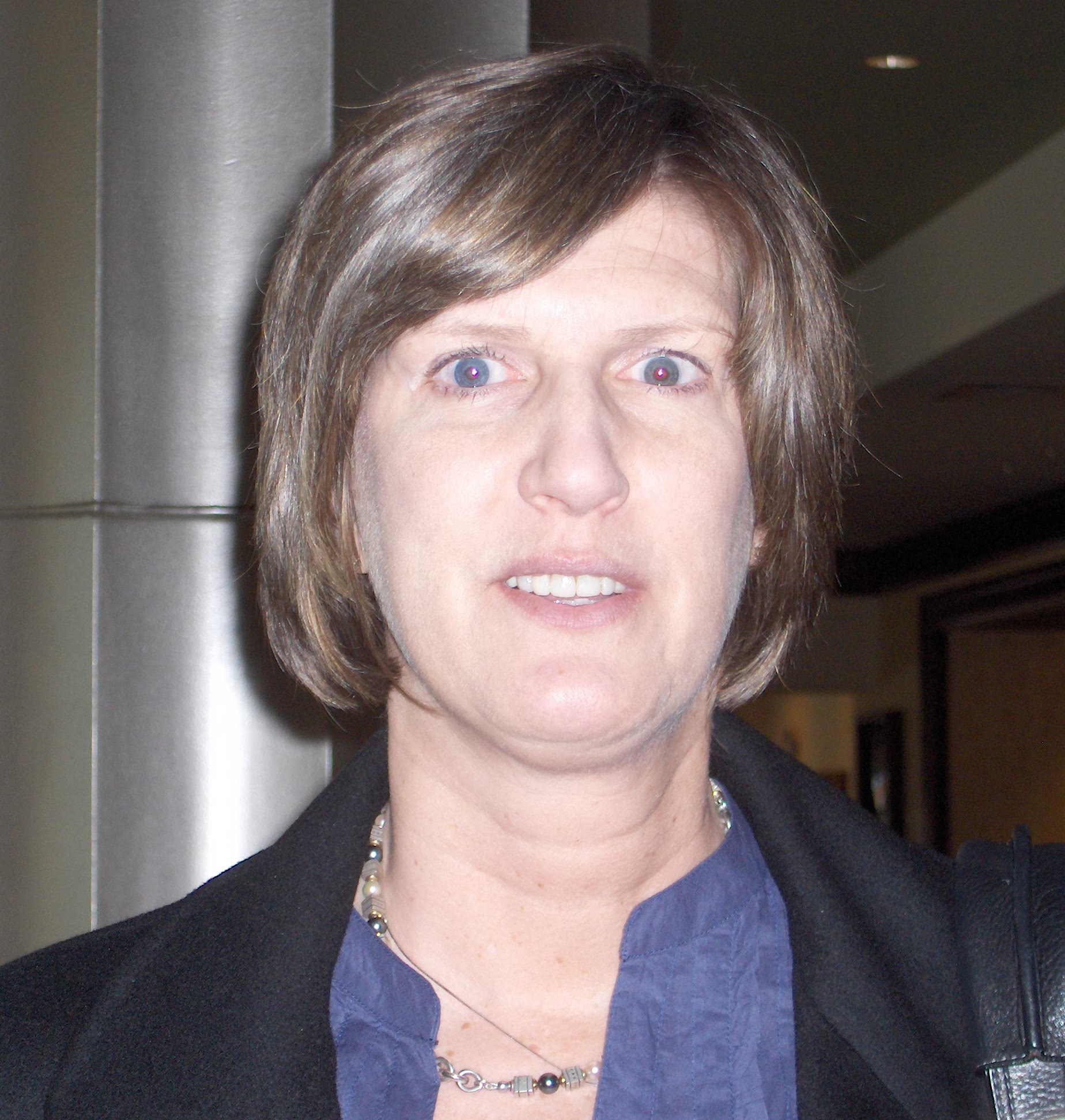
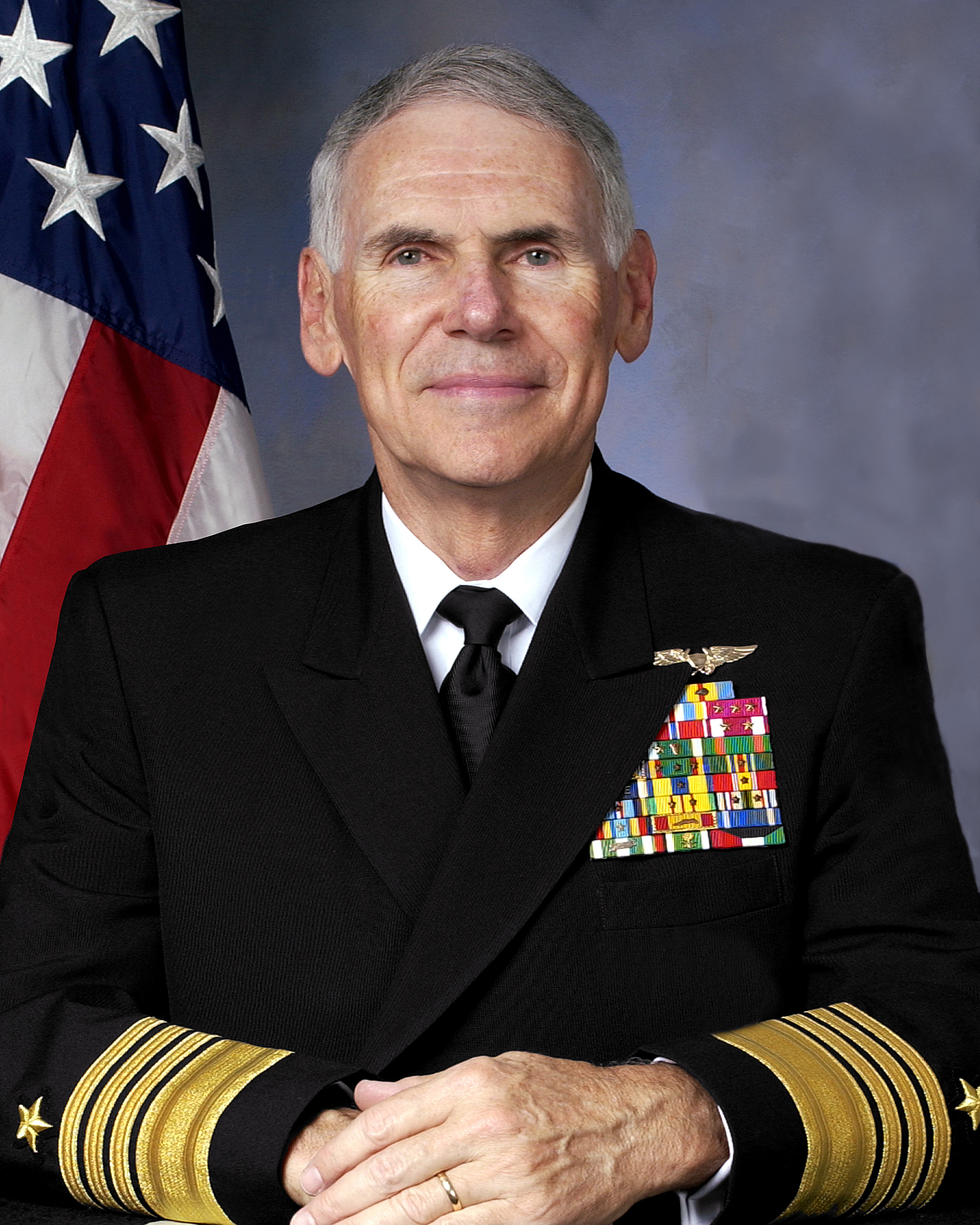
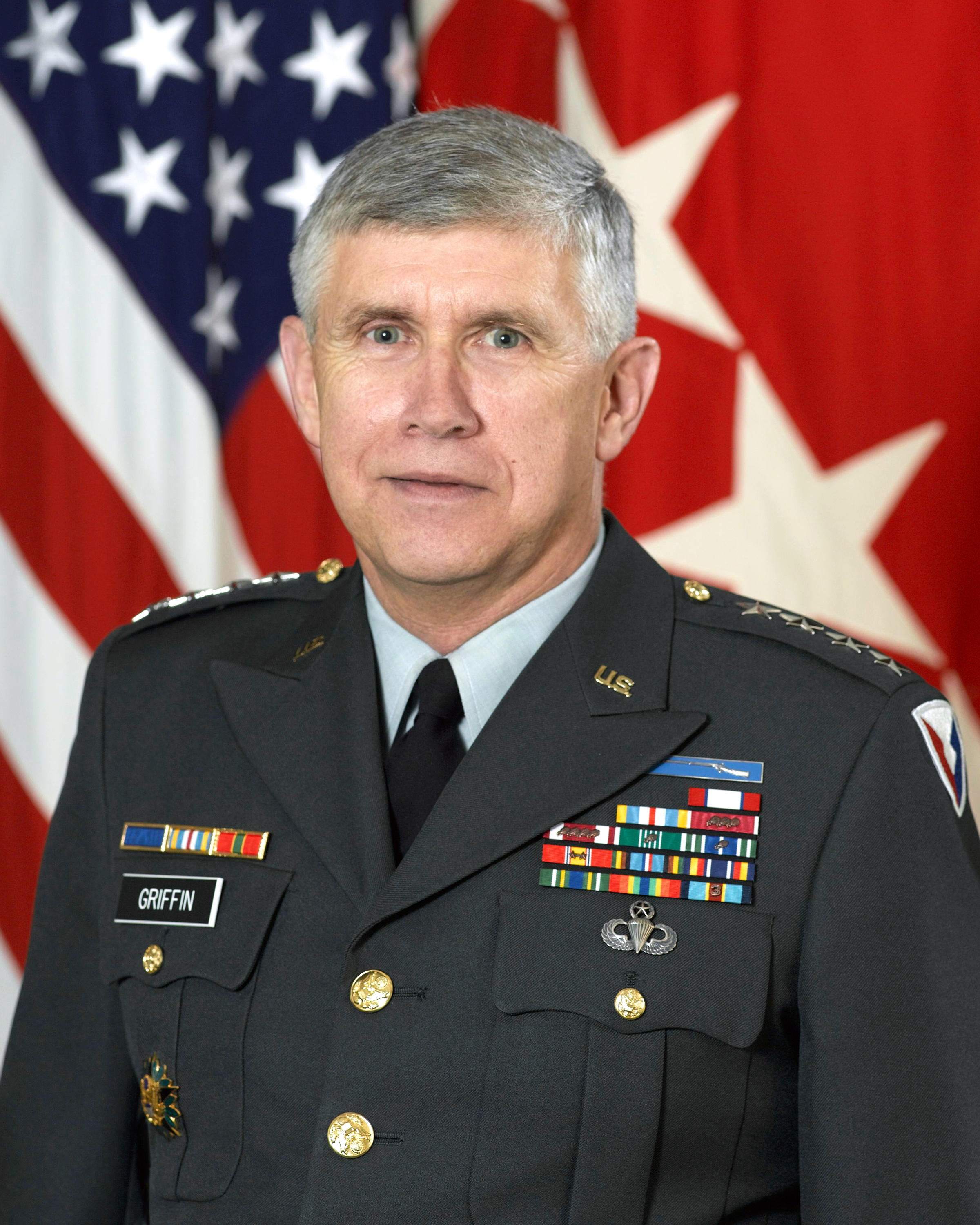
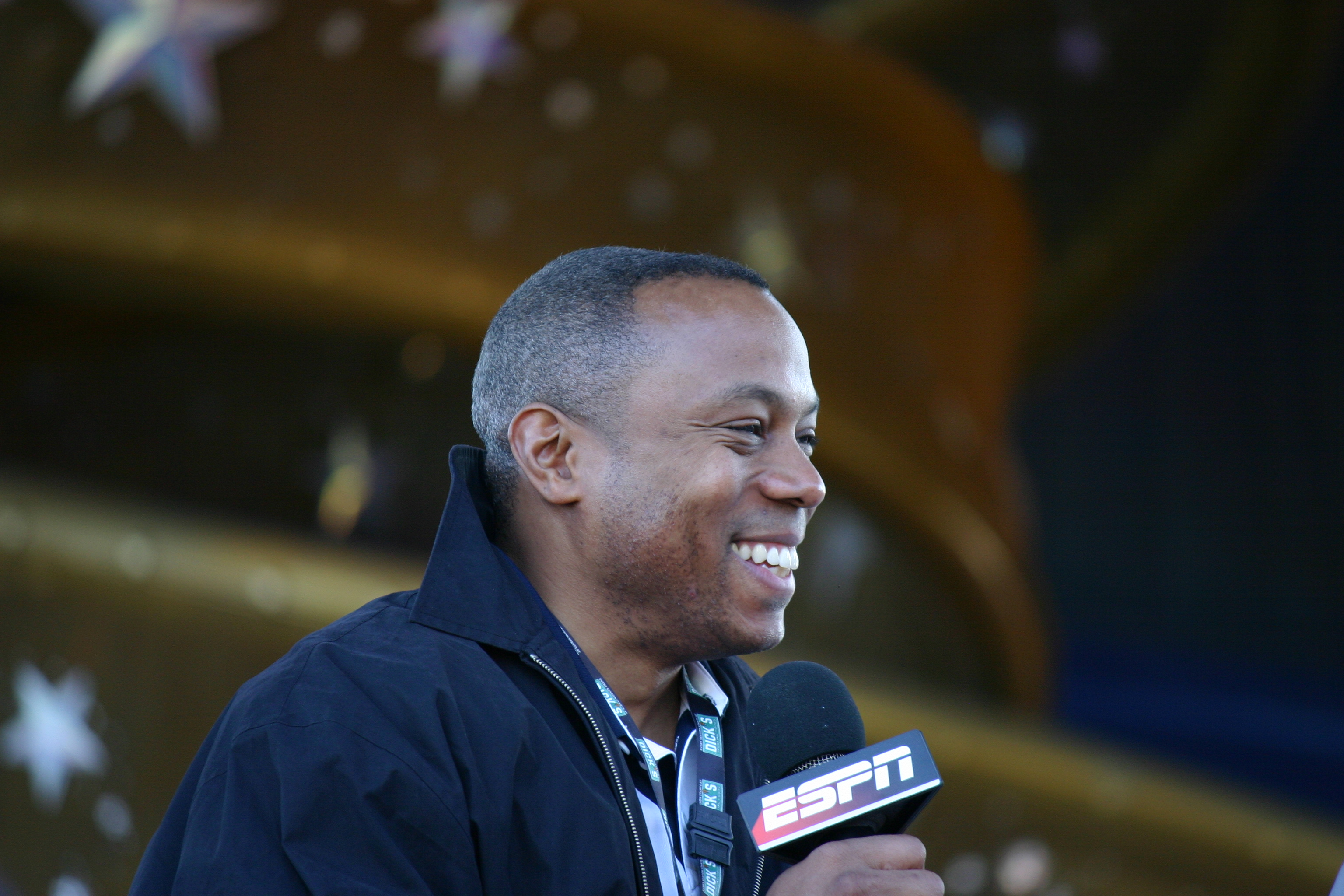
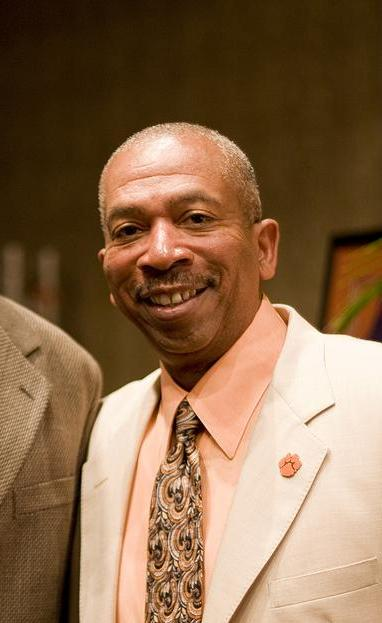
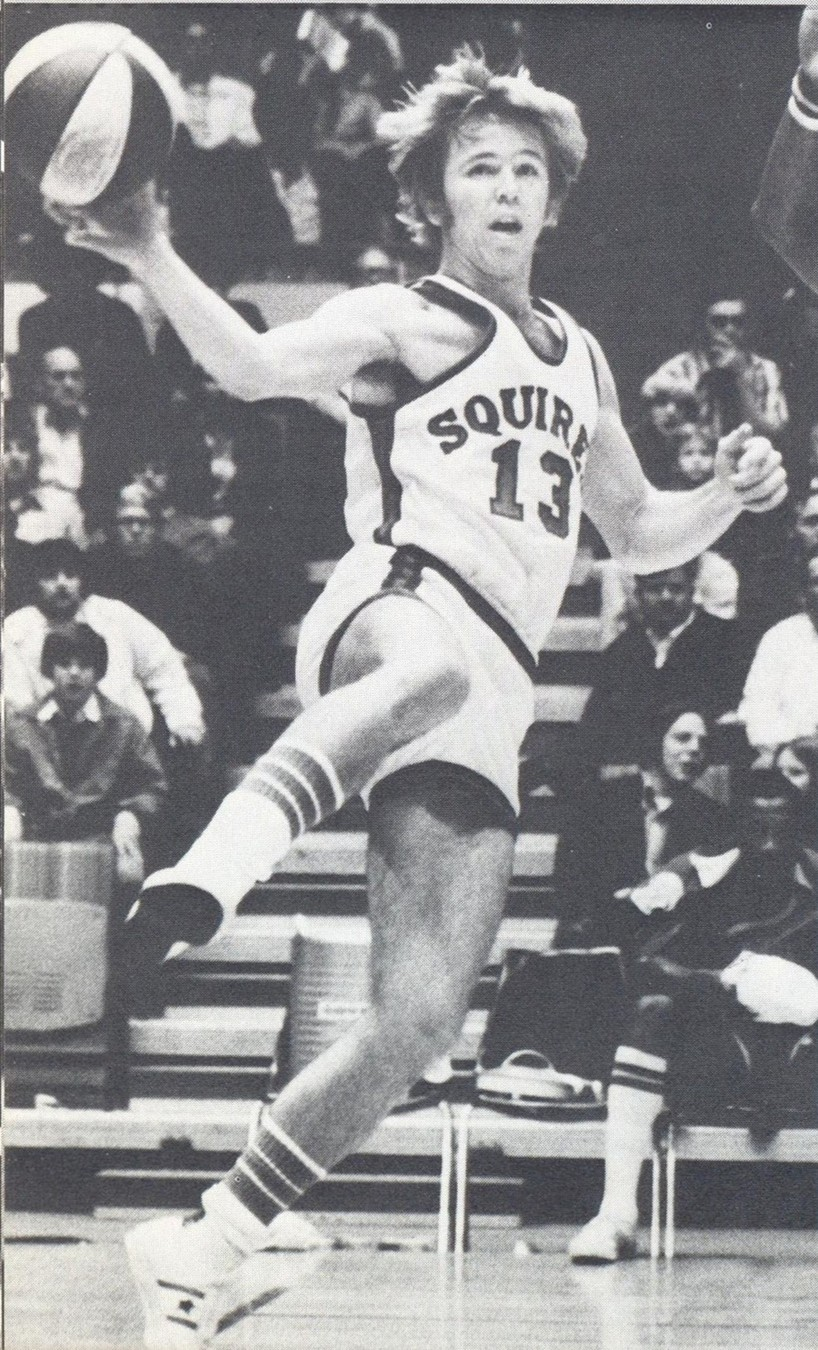
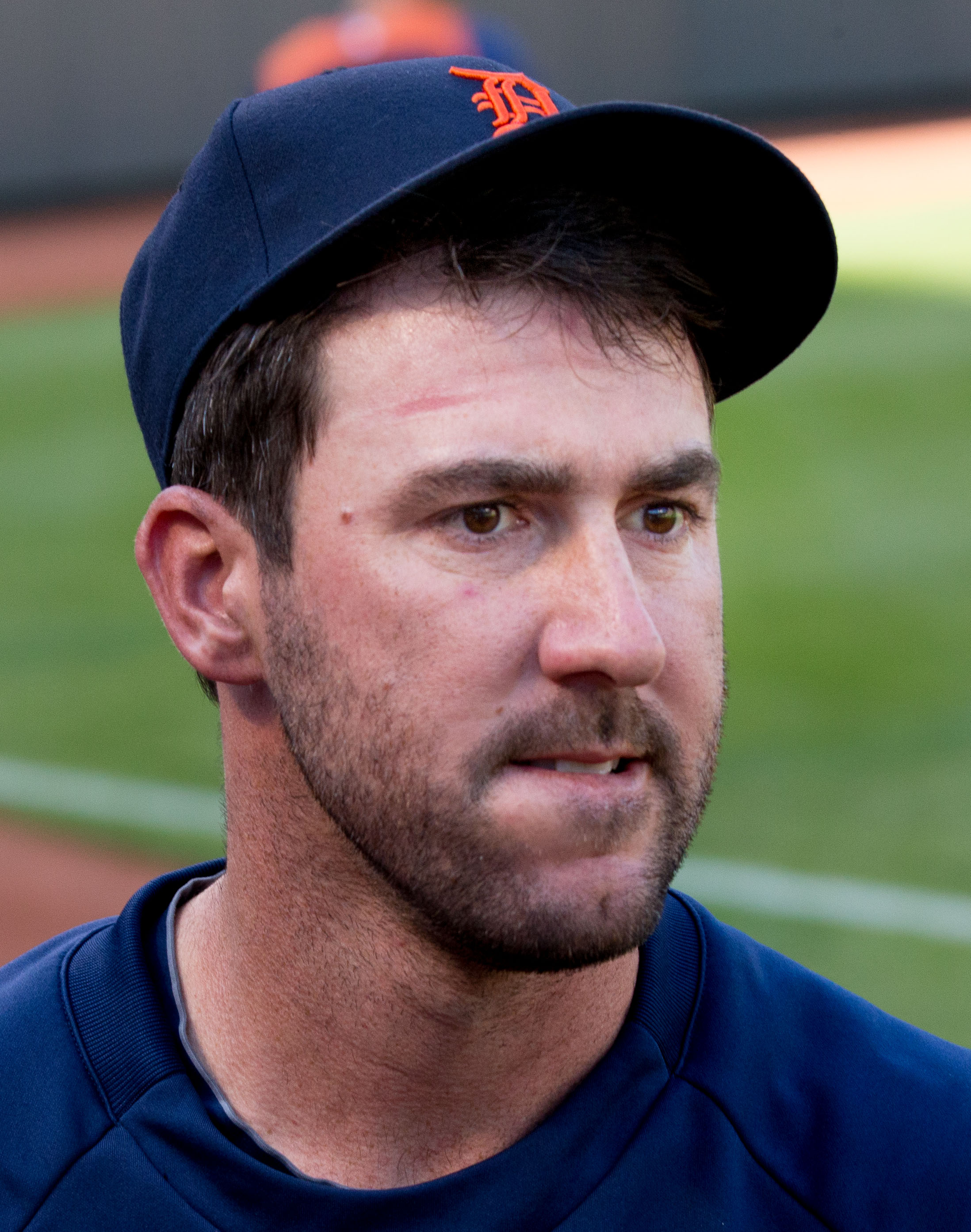
r.g chermahini